# ناسا هایپر ۳
ناسا هایپر ۳ (به انگلیسی: NASA Hyper III) یک هواپیمای ساختِ کارخانهٔ ناسا در کشور ایالات متحده آمریکا است. نخستین استفاده‌کنندهٔ این هواپیما ناسا بوده‌است. این هواپیما برای نخستین بار در ۱۲ دسامبر ۱۹۶۹ میلادی مورد استفاده قرار گرفت.